# シナロア州

シナロア州
Estado Libre y Soberano de Sinaloa

シナロア州（シナロアしゅう、スペイン語: Estado de Sinaloa スペイン語発音: [sinaˈloa]）は、太平洋沿岸、カリフォルニア湾の入口付近に位置するメキシコの州。北にソノラ州、北東にチワワ州、東にドゥランゴ州、南にナヤリット州がある。2010年国勢調査での人口は2,767,552人であったが近年やや増加の傾向にある。
シナロア州は、マサトランからそれほど遠くない村落でいまだにメソアメリカ文明の特徴のひとつであった伝統的な球戯（メソアメリカの球戯）が行われていることでも知られる。

## 州の由来
シナロアは、カヒタ語の 2 つの単語を組み合わせたものであり、sina (「ピタヤ植物」) とlobola (「丸い」)。「シナロボラ」は「シナロア」に短縮された。この最も有名な語源は、ユースタキオ・ブエルナによるものであると考えられている。パブロ・リサラガによるとされる別の語源は、メキシカ・シントリ（「乾燥したトウモロコシと穂軸」）とオロロア（「積み上げる」）であり、「穂軸にトウモロコシを積み上げたり保管したりする場所」という意味である。エクトル・R・オレアのさらに別の語源は、カヒア・シナとプレペチャ語の位置格「ロ」 、アステカ・アトル（「水」）の「a」を組み合わせたもので、「水の中のピタヤスの場所」である 。

## 歴史

### 先ヒスパニック時代

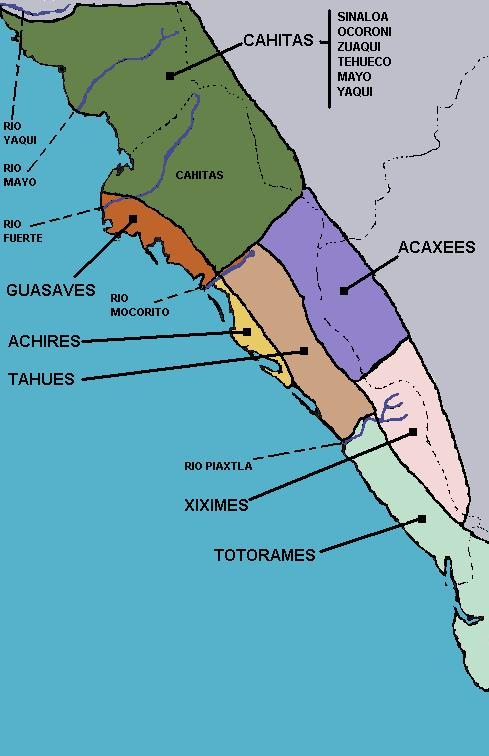
シナロア州に住んでいた先住民部族の領土の分布を示す地図。

シナロア州はメソアメリカの北限に属していおり、この地域で最も高度な都市化が記録されたのは、州の中央部と南部、渓谷と海岸周辺であった。フエルテ川から北はアリドアメリカとして知られる地域で、メキシコ共和国北部の砂漠と乾燥地帯が含まれている。ヨーロッパ人と接触する前、シナロア州の領土には、言語の分化はあるものの、特定の共通の方言単位を持ったかなりの数の町が住んでいた。シナロア地域に住んでいた主な民族は、カヒータ族、タウエ族、アカシー族、シキシム族、トトラメス族、アキレス族、グアサベ族であった。
自然とその生活様式に対するある種の敬意に基づいた先住民の領土分割は、侵略と征服の時点でも存続し、その結果、キアメトラン、クリアカン、シナロアと呼ばれる3 つの州が誕生した。日常生活と経済生活は、彼らの主要な定住地である川のほとりで発展した。ヒスパニック以前のシナロア地域の住民は、その領土の生態学的条件に影響を受けていた。彼らは環境に適応して、現在のメキシコの中央部の高地にあるような都市を建設しなかった。彼らは川の大通りを知っていたため、自然条件に応じて場所を変えることができたため、彼らの住居は脆弱であったとされている。
3 つの地域の住民は、儀式用の陶器を作り、胎内に戻るかのように死者を壺に埋め、ヒスパニック以前のゲームであるウラマを遊び、蜂蜜や野生の果物を集め、毛布を織り、土管を作り、アザラシで壁や織物を飾り、鹿を狩り、岩面彫刻に文字を残した。石に刻まれた抽象的な標識が彼らの領土の防衛に参加した。

### スペインの征服

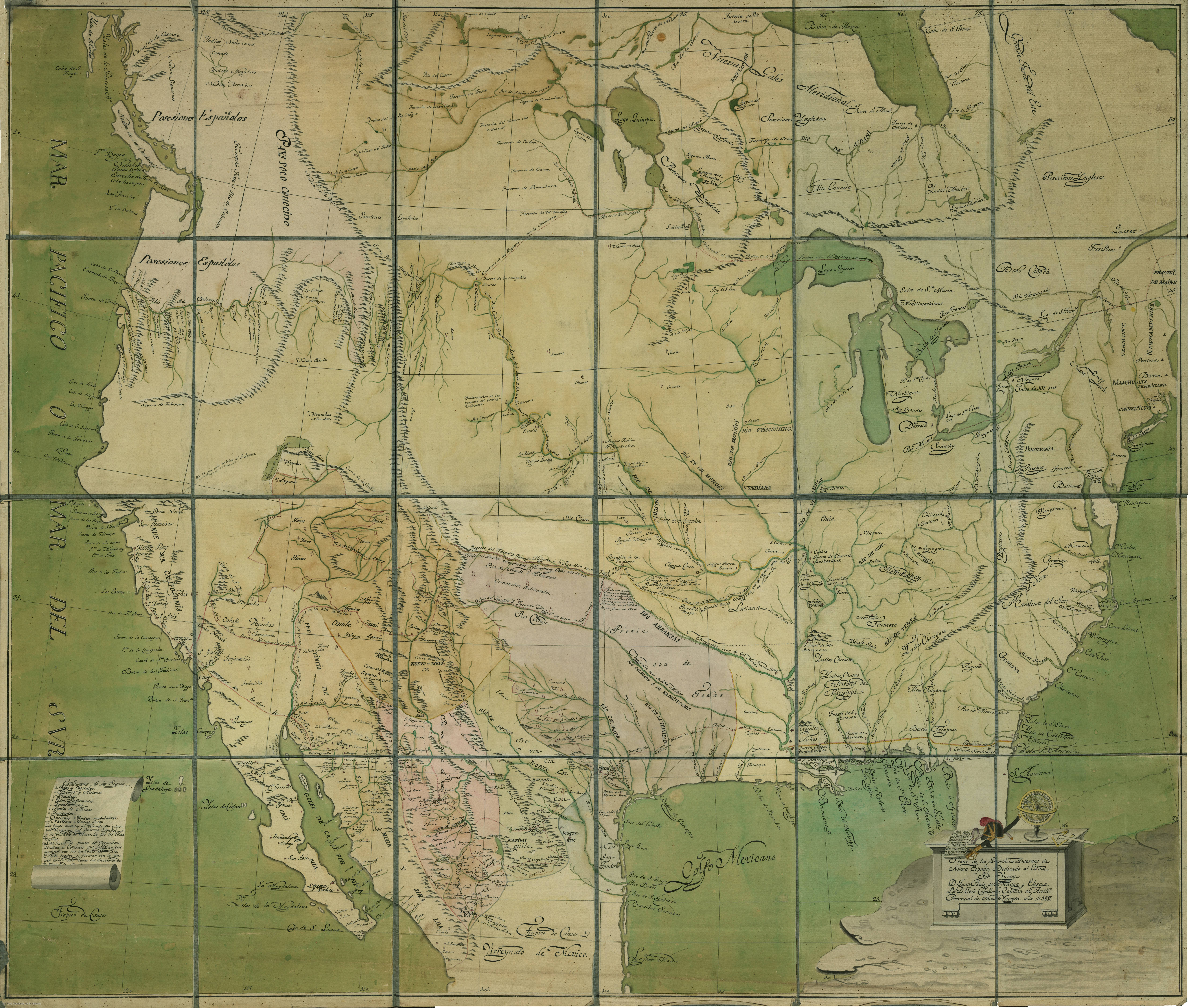
ヌエバ・スペイン副王領のソノラ州とシナロア州を示す、1817年のスペインの地図。

スペイン人によるシナロアの発見と征服は、アナワクの遠征のように単一の遠征ではなく、複数回に分けて行われた。陸路で行われた最初の遠征は、メキシコ王立法廷長官ヌーニョ・ベルトラン・デ・グスマンが指揮した。ベルトラン・デ・グスマンは、400人のスペイン人、8,000人以上の先住民補助兵、そして多くの貨物を率いて1529年末にメキシコシティを出発し、ヌエバ・ガリシア（現在のハリスコ州）の征服を指揮した後、さらに先へ向かった。彼は豊かな金と銀の鉱山、そしてこれらの地域に存在するといわれている大都市を見つけるまで北へ向かった。
1531年の初め、ベルトラン・デ・グスマンはリャノ・デ・ラス・バカスで抵抗する先住民を破り、チャメトラに入った。彼はチャメトラからピアシュトラを通り、ラ・サルの町（おそらくサリナス・デ・セウタ）とバイラの町を通ってクリアカン渓谷まで行軍した。
通過中に戦闘や小競り合いが起こり、最終的に原住民の敗北に終わった。いくつかの町、特にシグアタン川の岸辺、現在のサン・ロレンソでは、スペイン人は女性しか見つけられず、女性にはアマゾンが住んでいるという考えに取って代わられた。しかし、この状況は、男たちが外にいて、侵略者と戦うことを考えていたという事実によるものであった。
フレイ・アントニオ・テロは、オソに到着した遠征隊は町の領主とナビトまで同行した一万人の先住民によって平和に迎えられたと書いている。グスマンはそこにサン・ミゲル・デ・ナビトの称号を持つ町を設立することを決意したが、同じ年にクリアカンに移管された。ナビトからクリアカンまでスペイン軍はキラの町を通過し、戦闘後に町を焼き払った
ヌーニョ・ベルトラン・デ・グスマンは直ちに海岸沿い、ラスベガスとビスカイノの町を通り、カピラート山脈を通って遠征を行った。そして帰国後、彼は100人のスペイン人とともにサン・ミゲル・デ・クリアカンの町を設立した。この町はオラバ川（今日のタマズラ川）の左岸、ウマヤ川との先端の前に位置し、古代の都市より約3リーグ上だった。この神秘的な都市は、そこがあったと考えられる小さな町の名前以外には何の痕跡もなかった。
もう一人のスペイン人船長アルミンデス・チリノスは北へ遠征し、モコリト川とシナロア川で抵抗する先住民を破り、タマズラまで下った。そこでディエゴがその海岸で、彼の部下全員とともに殺害されたことを知った。

### 独立
シナロア州では、独立革命をホセ・マリア・ゴンサレス・エルモシージョが主導した。彼はミゲル・イダルゴからシナロア州とソノラ州への反乱を命じられた反乱軍であり、ホセ・アントニオ・ロペス中尉が同行し、ドミニコ会のフランシスコ・デ・ラ・パラ・ヘーハの助言を受けた。約二千人の兵士を率いて北へ向かった。600人の兵士と6門の大砲の支援を受けて、ビジャエスクーサはエル・ロサリオで強力になり、 1810年12月21日と24日にロサリオでホセ・マリア・ゴンサレス・エルモシージョによって攻撃された。
シナロア兵はロサリオでの戦いの後、コンコルディアに向かって進み、そこで地元住民を支援するために広場に陣取った。ホセ・マリア・ゴンサレス・エルモシージョは北に向かって遠征を続け、1811年2月7日にサン・イグナシオ・デ・ピアストラでソノラ州とシナロア州知事アレホ・ガルシア・コンデ率いる王党派軍と対峙し、ゴンサレス・エルモシージョの軍を破った。ゴンサレス・エルモシージョの遠征とは独立して、バディラグアト地方で反乱が勃発し、その指導者はオパタ・アントニオまたはアポロニオ・ガルシアであった。反乱は1811年3月6日に計画されていたが、共謀者がバディラグアトの司祭を非難したため、運動を前倒ししました。彼らはバディラグアト地区を越えてシナロア地区に入った。彼らはバクビリトを通過し、同月13日にシャライに到着し、そこでフアン・ホセ・パディヤ大尉指揮下のオパタスの分遣隊を発見した。銃撃戦が起こり、王党派が反乱軍を破り、死者50名と多数の者が出た。

### ソノラ州とシナロア州の分離

シナロア州の位置

1810年に独立戦争が勃発するまで、ソノラ州とシナロア州は西部州の一部であった。地元の議員の間での議論の後、1830年に第一回メキシコ制憲議会によって発布された法令により、西部の内国は分離された。その日の時点で、シナロア州とソノラ州は自由な主権国家となった。シナロアがソノラから分離するために最も奮闘したのはフランシスコ・イリアルテとパブロ・デ・ビリャビセンシオだった。
西部州が解散すると、ソノラ州とシナロア州の自由主権国家は、それぞれの議会の指定と設置を進めた。その基本的な使命は、法と平和の道に沿って活動を行うために必要な法律を各組織に提供することであった。 
しかし、この解散でシナロアは北部に位置する領土の一部、主にメイヨ家の土地を失い、ソノラ領土の一部となった。
1831年12月12日にシナロア州最初の政治憲法が公布され、その第31条はエル・ロサリオ、コンコルディア、ビジャ・デ・ラ・ウニオン、サン・イグナシオ、コサラ、クリアカン、バディラグアト、モコリト、シナロア、エル・フェルテ、チョワ。

### メキシコ革命
シナロア州では、 1909 年のフランシスコ・カニェドの死後、メキシコ革命が起きた。政府選挙が召集され、ディエゴ・レドとホセ・フェレルが参加しました。「黄金の花崗岩」として知られるラファエル・ブエルナ・テノリオは、ホセ・フェレルの立候補に加わることで政治参加を始め、彼の主要講演者の一人となった。
これらの出来事の後、失望した多くのシナロア人は、再選を望んでいた当時のポルフィリオ・ディアス大統領と戦うことを望まなかった。しかし、新たな闘いの準備ができている人々もおり、フランシスコ・I・マデロ率いる反再選運動に参加し始めた。1910年1月2日にマデロはマサトランに上陸した。マデロはクリアカンとアンゴストゥラにも滞在し、マデロの支持者でディアス独裁政権の敵だったガブリエル・レイバ・ソラノ教授に会った。ディアスがマデロを投獄し、自身がメキシコ大統領に6度目の再選を果たしたとき、1910年6月2日にレイバ・ソラノは武器をとった。彼は裏切られて当局の手に落ち、19日にカブレラ・デ・インズンサで殺害された。 
シナロア州では、北部でフアン・M・バンデラス、ラモン・F・イトゥルベ、エルクラーノ・デ・ラ・ロシャが台頭し、南部ではフスト・ティラド、ポンポーソ・アコスタが台頭した。当初、これらの蜂起はディアス政権にとって危険ではなかったが、国の各地で行われた他の宣言が関与すると、マデロの革命を前進させることになった。シナロア州では、バンデラスとイトゥルベがイヒニオ・アギラール将軍とルイス・モラレス大佐率いる連邦軍を破り、1911年5月にクリアカンを占領した。6か月の戦闘の後、ポルフィリオ・ディアスは大統領の座を辞任し、国外に亡命した。
1913年2月22日にマデロとホセ・マリア・ピノ・スアレス副大統領は、フェリペ・リベロスの代わりにホセ・レゴレッタ将軍をシナロア州知事に任命したビクトリアノ・ウエルタの命令により暗殺された。ベヌスティアーノ・カランサは憲法秩序を回復するためにウエルタに対して武器をとったため、彼の軍隊は立憲主義者と呼ばれた。シナロア州で武器をとった革命グループはフアン・カラスコが率いていた。山中では、ラファエル・ブエルナがサン・イグナシオとロサリオの町を攻撃し、当時のテピクの領土に入った。カランサとその軍隊は1913年9月15日にエル・フエルテに到着した。ベンジャミン・ヒルはロス・モチスを占領し、シナロア広場の直後に到着した。アルバロ・オブレゴン指揮下の北西軍がクリアカンを占領した。彼はマサトランを包囲し、南へ進軍を続けた。
しかし、ウエルタが敗れると状況はさらに緊迫したものとなった。しかし、その違いは深刻でした。一方では、経済と政治の支配を望むグループを代表するカランシスタがおり、他方では、同様に経済と政治の支配を望んでいる中小企業の所有者や商人の代表であるオブレゴニスタがいた。長い間彼らのものだったものは否定されました。もう一方の対極には、土地の分配のために戦う農民の代表であるヴィリスタとサパティスタがいた。さまざまなグループは合意に達せず、大会はアグアスカリエンテスに移されたが、そこではカランサは大統領として認められなかった。彼はベラクルスに向けて出発し、血みどろの戦いの末、立憲主義者が勝利し、カランサは憲法の制定を提案し、1917年2月5日に公布された 。

## 地理

### 座標
シナロアは国の北西部に位置し、北緯 22 度 31 分と 26 度 56 分、西経 105 度 24 分と 109 度 27 分の座標の間にあります。州の総面積は 58,200 平方キロメートルで、そのうち大陸表面と島表面に相当します。シナロア州は国土の 2.9% を占めます。
シナロアは自然が肥沃な地域に位置し、12 の川と 12 のダムがあります。656 キロメートルの海岸線は大部分がカリフォルニア湾に属し、残りは太平洋に属しており、これは全国の 5.6% を占めます。12 の湾と 15 の河口があることに加えて、大陸棚と 221,600 ヘクタールの沿岸ラグーンがあります。

### 気候

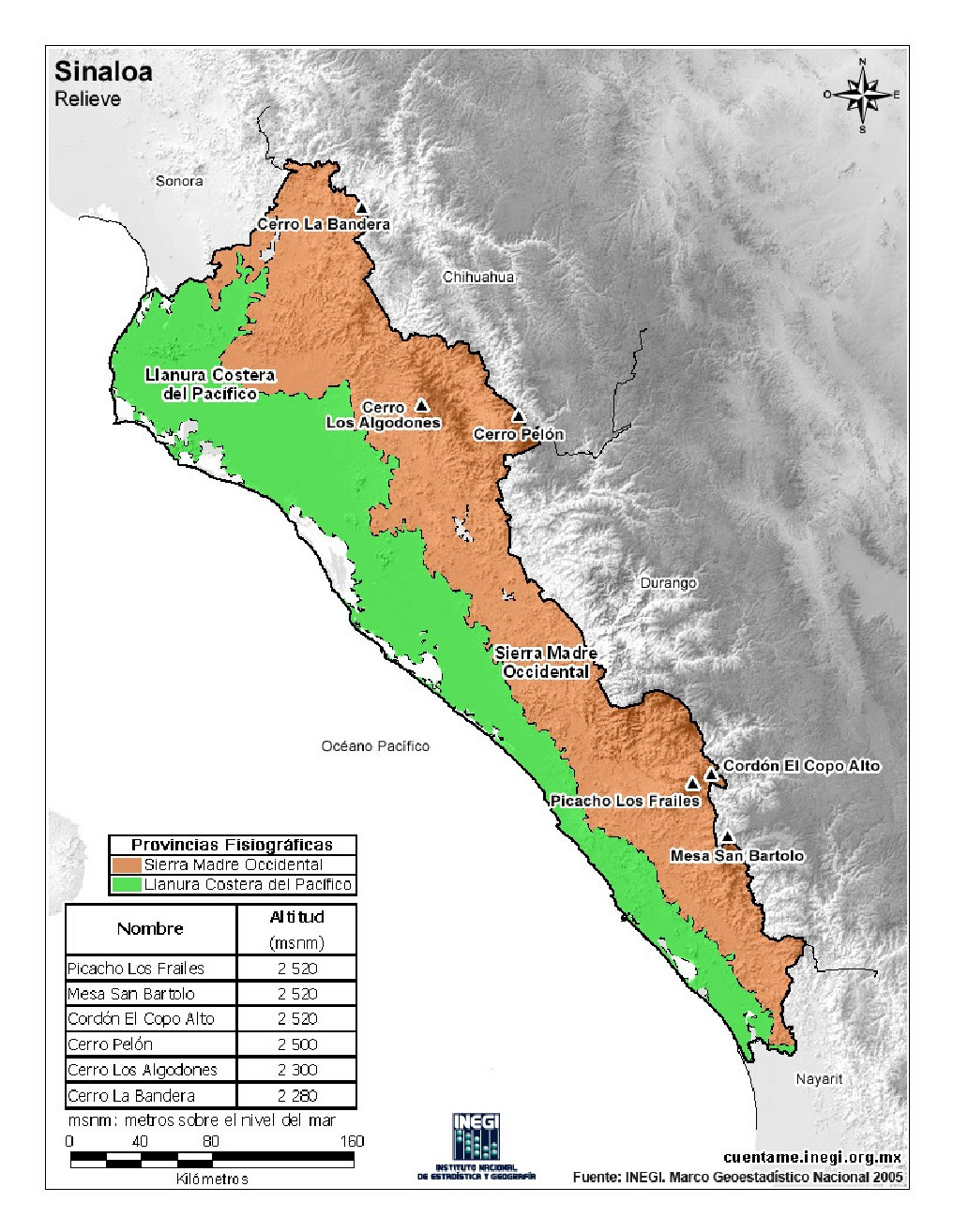
シナロア州の気候

シナロア州の起伏は、シエラマドレ西地域と太平洋沿岸平野の2 つの大きな地域に分かれている。
気候は変化に富み、東部にはシエラ・マドレ・オクシデンタル山脈があり、この地の北から南まで続く山脈と、峡谷や丘がある南東部に非常に険しい起伏があります。この山脈は標高 1,000 メートルまで落ちる滝が傾斜しており、標高2,500メートルを超える山もある。
起伏には、州全体で見られる広い海岸平野があり、時には非常に乾燥した丘によって遮られていますが、北部地域では広く、アルタムラ島とサン島が位置する南に行くほど狭くなります。そのうちの1 つはエル・カイマネロである。この海岸平野の中には農業地帯が広がっている。
エル・フエルテからマサトランまで続く帯の10%は非常に乾燥しており、ロス・モチス地域に位置し、残りの2%はシエラ・マドレ・オクシデンタルの高地に位置する温帯亜湿潤気候である。
1 月の平均最低気温は約10.5 °C で、5 月から 7 月の平均最高気温は 36 °C を超えることがあります。夏には 7 月から 9 月に雨が降り、州の平均降水量は790mm。
シナロア州は重要な国家農業生産国であり、主な栽培地域は灌漑が必要な乾燥および半乾燥気候にあり、主な作物はトウモロコシ、豆、ジャガイモ、ベニバナ、大豆、綿、ソルガム、ひよこ豆、ベニバナなどです。他の人。温暖な亜湿潤気候のこの地域では、トマト、スイカ、メロンなどの野菜が栽培されています。

### 河川
| 川の名前                            | 長さ (km)                                                              | 地表流出 (数百万 M3/年) | 流域エリア | (市町村)                         |
| フエルテ川                          | 670                                                                    | 5,176                   | 35,580     | Choix, El Fuerte y Ahome         |
| シナロア川                          | 380                                                                    | 2,100                   | 13,530     | Sinaloa y Guasave                |
| モコリト川                          | 118                                                                    | 227                     | 2,260      | Mocorito, Salv. Alv. y Angostura |
| フマヤ川 タマズラ川 形 クリアカン川 | 340180 98 \|\| 3,122 \|\| 15,700 \|\| Badiraguato, Culiacán y Navolato |                         |            |                                  |
| セントローレンス川                  | 337                                                                    | 1,680                   | 8,840      | Cosalá y Culiacán                |
| エロタ川                            | 195                                                                    | 506                     | 2,370      | Cosalá y Elota                   |
| ピアシュトラ川                      | 295                                                                    | 1,415                   | 11,450     | San Ignacio                      |
| ケリテ川                            | 108                                                                    | 94                      | 1,140      | San Ignacio y Mazatlán           |
| プレシディオ川                      | 316                                                                    | 1,250                   | 3,450      | Mazatlán y Concordia             |
| バルアルテ川                        | 200                                                                    | 1,838                   | 1,420      | Rosario y Concordia              |
| カナス川                            | 175                                                                    | 278                     | 1,650      | Escuinapa                        |

### 動植物
シナロア州には、マツオーク林、マツオコテロ森林、ココナッツオイル、ジュート、ユイザッシュ、パロブランコ、オーク、イチゴの木と草原、マングローブ、チュール、グアムチルなど、非常に多様な植物種が存在している。
陸上に生息する動物の種類は、イノシシ、オジロジカ、マーゲイ、ウズラなどである。一方、海にはエビ、ハタ、カメ、スズキ、フエダイ、ニベなどが生息している。
植物相
- 山では、松と樫の木と松とオコテロの森。
- 平原では、ココナッツオイル、ジュート、フイザッシュ、パロブランコ、オーク、イチゴの木、草原。
- マングローブ、トゥーレ、グアムチルの海岸

動物相
- 平地でも山でも、オンザ、イノシシ、オジロジカ、オセロット、ジャガー、チャラピンタ、ウズラ

・海ではエビ、ハタ、カメ、スズキ、フエダイ

## 人口
2020年の国勢調査によると、シナロア州の人口は3,026,943人で、その60%が州都クリアカン市とマサトラン市、アホメ市に居住している。人口の面では若い州であり、その56%が30歳未満である。
他の人口統計の詳細によると、州の87%がカトリック信仰を実践している。また、5 歳以上の人の 1% はスペイン語と並んで先住民族の言語を話します。州に住む主な先住民族はマヨ族、または「ヨレメ」（チャヒータ語）族である。同州の平均余命は男性よりも女性の方が高い全国傾向に倣っており、シナロア州の場合はそれぞれ74.2歳と68.3歳で、ほぼ6年の差がある。
民族構成を見ると、シナロア州にはヨーロッパ（主にスペイン、イギリス、アイルランド、フランス、ドイツ、オーストリア、イタリア、ロシア）やアジア（中国、日本、韓国、フィリピン、アルメニア、レバノン、シリア）からの移民が確認されている。最後の 2 か国は、州内のアラブ系メキシコ人コミュニティの大部分を占めている。近年は米国、カナダ、オーストラリア、南米から退職者がやって来て、シナロア州を故郷としている。
20世紀の最初の数十年間には、 アシュケナージ系ユダヤ人とスファラディ系ユダヤ人のかなりの流入もあった。
シナロア州ではギリシャ人が注目すべき存在を形成しており、カラマリを使った郷土料理や州の海岸沿いにギリシャ正教の教会がいくつか存在している。
2020年国勢調査によると、シナロア州の人口の1.39%が黒人、アフリカ系メキシコ人、またはアフリカ系であると特定されている。
シナロエンセ人は1970年以来、大量に米国に移住している。南カリフォルニアのコロラド砂漠にあるリゾート都市、カリフォルニア州パームスプリングスの東約 40 マイルにある、カリフォルニア州インディオとカリフォルニア州コーチェラという双子の町に大規模なコミュニティが存在している。

## 主要な都市
- クリアカン（州都）
- マサトラン
- ロスモチス

### 行政区分
| INEGIコード | 自治体                              | 所在地               | 人口（2015年） | Posición | 設置年 |
| 001         | アホーム自治体                      | ロスチモス           | 459,310        | 3        | 1917   |
| 002         | アンゴストゥラ自治体                | Angostura            | 44,093         | 12       | 1916   |
| 003         | バディラグアト自治体                | Badiraguato          | 26,542         | 15       | 1915   |
| 004         | コンコルディア自治体                | Concordia            | 24,899         | 16       | 1915   |
| 005         | コサラ自治体                        | Cosalá               | 17,012         | 18       | 1915   |
| 006         | クリアカン自治体                    | Culiacán Rosales     | 1,003,530      | 1        | 1915   |
| 007         | ショワ自治体                        | Choix                | 29,334         | 14       | 1916   |
| 008         | エロタ自治体                        | La Cruz              | 55,339         | 10       | 1917   |
| 009         | エスクイナパ自治体                  | Escuinapa de Hidalgo | 59,988         | 9        | 1915   |
| 010         | エル・フェルテ自治体                | El Fuerte            | 96,593         | 6        | 1915   |
| 011         | グアサベ自治体                      | Guasave              | 289,009        | 4        | 1916   |
| 012         | マサトラン自治体                    | Mazatlán             | 501,441        | 2        | 1915   |
| 013         | モコリト自治体                      | Mocorito             | 40,358         | 13       | 1915   |
| 014         | ロザリオ自治体 (メキシコ)           | El Rosario           | 52,345         | 11       | 1915   |
| 015         | サルバドール・アルバラド自治体      | Guamúchil            | 79,492         | 7        | 1962   |
| 016         | サン・イグナシオ自治体 (シナロア州) | San Ignacio          | 19.505         | 17       | 1915   |
| 017         | シナロア自治体                      | Sinaloa de Leyva     | 78,670         | 8        | 1915   |
| 018         | ナボラト自治体                      | Navolato             | 149,122        | 5        | 1982   |

## 法律と行政
現在のシナロア州知事はルベン・ロシャ・モヤである。メキシコ議会では、上院では3 名の上院議員、下院では14 名の連邦議員が州を代表している。

### シナロア州政府
シナロア州は共和制モデルに基づいて統治されており、自由で主権があり、憲法と独自の議会を持っています。州政府は 3 つの部門に分かれています。行政権は州知事によって行使され、6 年ごとに選出され、再選は不可。
立法権は、 3 年の任期で選出された議員で構成されるシナロア州議会が設置されている。
司法部門はシナロア州上級司法裁判所によって具体化されています。
州はいくつかの自治体に分かれており、各自治体には市庁舎があり、市議会議員と評議員で構成され、首長が長を務めます。上記の役職の任期は 3 年です。

## 治安
外務省はシナロア州に対して、「同州はメキシコ屈指の大規模犯罪組織が拠点を置く地域で、活発に活動しています。2023年、治安部隊による幹部の逮捕に抗議し、民間航空機への銃撃や州内各所の幹線道路を封鎖するなど一般人に影響する事案が発生しています。このため、常に犯罪組織の動向が治安に影響する地域であり、注意を要することから、州全域に危険情報レベル1を発出します。」としている。

### 治安維持
シナロア州の治安維持はシナロア公安局(州警察)が担当しており、750〜800人の警察官が所属している。シナロア州に限らずメキシコの警察は麻薬カルテルなどの犯罪組織と癒着していることが多い。

### メキシコ麻薬戦争
21世紀初頭に激化したメキシコ麻薬戦争においては、ケシやマリファナの主要栽培地になっているとともに麻薬カルテル側の人材供給の場ともなっており、政府側の摘発が続いている。
シナロア州にはメキシコ最大の麻薬カルテルであるシナロア・カルテルの本拠地が置かれており、クリアカンや地方都市でも激しい抗争事件が多発し、多数の政治家、警察官、裁判官、検察官、証言人、一般市民が殺害されている。

## 経済
シナロア州の主な経済活動は、農業、漁業、家畜飼育、観光、食品加工である。シナロア州は、北部のロスモチスから州中央部のクリアカンまで、この特別な果物が豊富に収穫される州として広く知られているため、ナンバープレートにトマトのイメージが描かれている。トマト以外の農産物には、綿、豆、トウモロコシ、小麦、ソルガム、ジャガイモ、大豆、マンゴー、サトウキビ、ピーナッツ、カボチャなどがある。シナロア州は農業の点でメキシコで最も著名な州であり、「メキシコの穀倉地帯」として知られている。さらに、シナロア州には国内で 2 番目に大きな漁船団がある。家畜は肉、ソーセージ、チーズ、牛乳、サワークリームを生産している。

## 交通

### 道路
シナロア州には国内最大の高速道路網がある。陸上道路の総延長は 16,965 km で第 7 位にあり、4車線道路、2車線道路、舗装道路、未舗装道路、隙間道路の 5 つのカテゴリーに分かれています。州内を走る総陸路（16,965km）のうち、4.68%が4車線道路、25.74%が2車線道路、17.71%が舗装道路、19.10%が未舗装道路を含み、32.77%が隙間道路である。シナロア州の4車線道路は793 kmで国内7位、2車線道路は4,367 kmで16位である。
州内を通る連邦高速道路は、連邦高速道路 15 号線、連邦高速道路 15D 号線、連邦高速道路 24 号線、連邦高速道路 40 号線、および連邦高速道路 40Dである。

### 鉄道
シナロア州には国内最大級の鉄道網があり、道総延長は 1,194.5 km で 8 位にあり、幹線と支線、二次鉄道と私鉄の 3 つのカテゴリーに分かれている。
鉄道総線路 (1,194.5 km) のうち、幹線および支線が 75.79%、副線が 19.02%、私設線が 5.19%である。現在、鉄道網のほとんどは貨物輸送に使用されている。
この州にはチワワ・アル ・パシフィック鉄道があり、乗客を輸送しており、メキシコ北西部の重要な鉄道路線となっている。太平洋沿岸にあるチワワ州のチワワ市とシナロア州のロスモチス市を結んでいる。コッパーキャニオンを越えて673キロメートルを移動している。